# 2001 KG76
2001 KG76, também escrito como 2001 KG76, é um corpo menor que está localizado no disco disperso, uma região do Sistema Solar. Este objeto está em uma ressonância orbital de 4:9 com o planeta Netuno. Ele possui uma magnitude absoluta de 6,2 e tem um diâmetro estimado de cerca de 253 quilômetros.

## Descoberta
2001 KG76 foi descoberto no dia 22 de maio de 2001 pelo astrônomo Marc W. Buie.

## Órbita
A órbita de 2001 KG76 tem uma excentricidade de 0,343 e possui um semieixo maior de 51,587 UA. O seu periélio leva o mesmo a uma distância de 33,889 UA em relação ao Sol e seu afélio a 69,286 UA.